# The Path Beyond Thought
The Path Beyond Thought (también conocido como Aikido: The Path Beyond Thought) es un documental de 2001, dirigido por Binh Dang, que a su vez estuvo en la producción junto a Phillip B. Goldfine, Scott Hall y Steven Seagal, lo escribió Diana Benjamin y los protagonistas son Steven Seagal, Binh Dang y Larry Reynosa. 
Las escenas se hicieron en Santa Bárbara, California, Estados Unidos y en Osaka, Japón, y fue realizado por Steamroller Productions.

## Sinopsis
El documental da a conocer cuando Steven Seagal era sensei en Japón, en el Tenshin Dojo, Osaka; su comienzo en Estados Unidos y además el seminario en Santa Bárbara. Seagal expone y enseña las técnicas de aikido, asimismo contiene varias entrevistas a exalumnos.